# Scottish Premier League
Scottish Premier League (SPL) var den högsta fotbollsserien för herrar i Skottland under säsongerna 1998/1999-2012/2013. Varje lag mötte varandra tre gånger, antingen två hemma och en borta eller tvärtom. Efter det delades serien i två halvor beroende på lagens placering (lag 1-6 och lag 7-12) där klubbarna spelader ytterligare 5 matcher mot lagen i sin halva. Serien ersattes av Scottish Premiership från säsongen 2013/2014.

### Fotnoter
1. ↑  ”SFL clubs vote in favour of merger with SPL”. BBC. 12 juni 2013. http://www.bbc.co.uk/sport/0/football/22864944. Läst 2 november 2014.
2. ↑  Chris McLaughlin (28 juni 2013). ”The new Scottish Professional Football League survives hitch”. BBC. http://www.bbc.co.uk/sport/0/football/23079880. Läst 2 november 2014.